# Roter Turm (München)

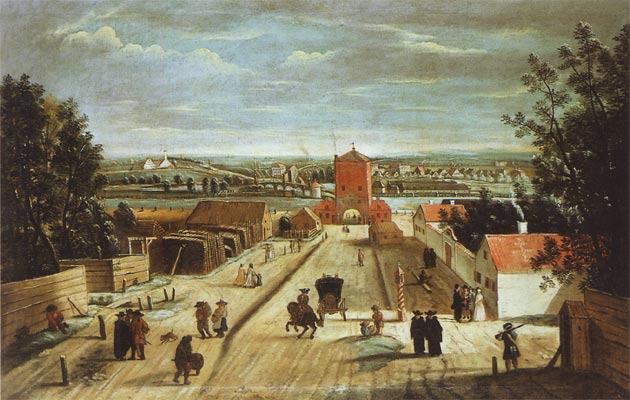
Roter Turm von der Stadt aus gesehen 1765

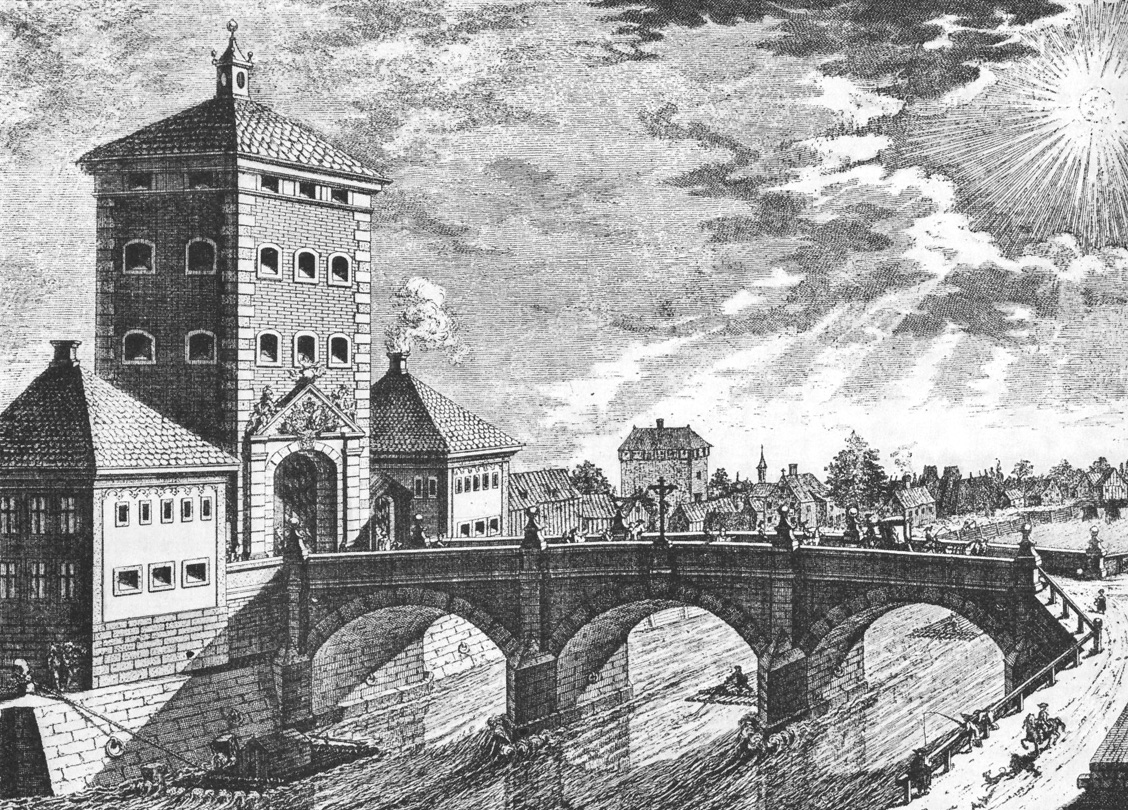
Roter Turm mit Isarbrücke 1767

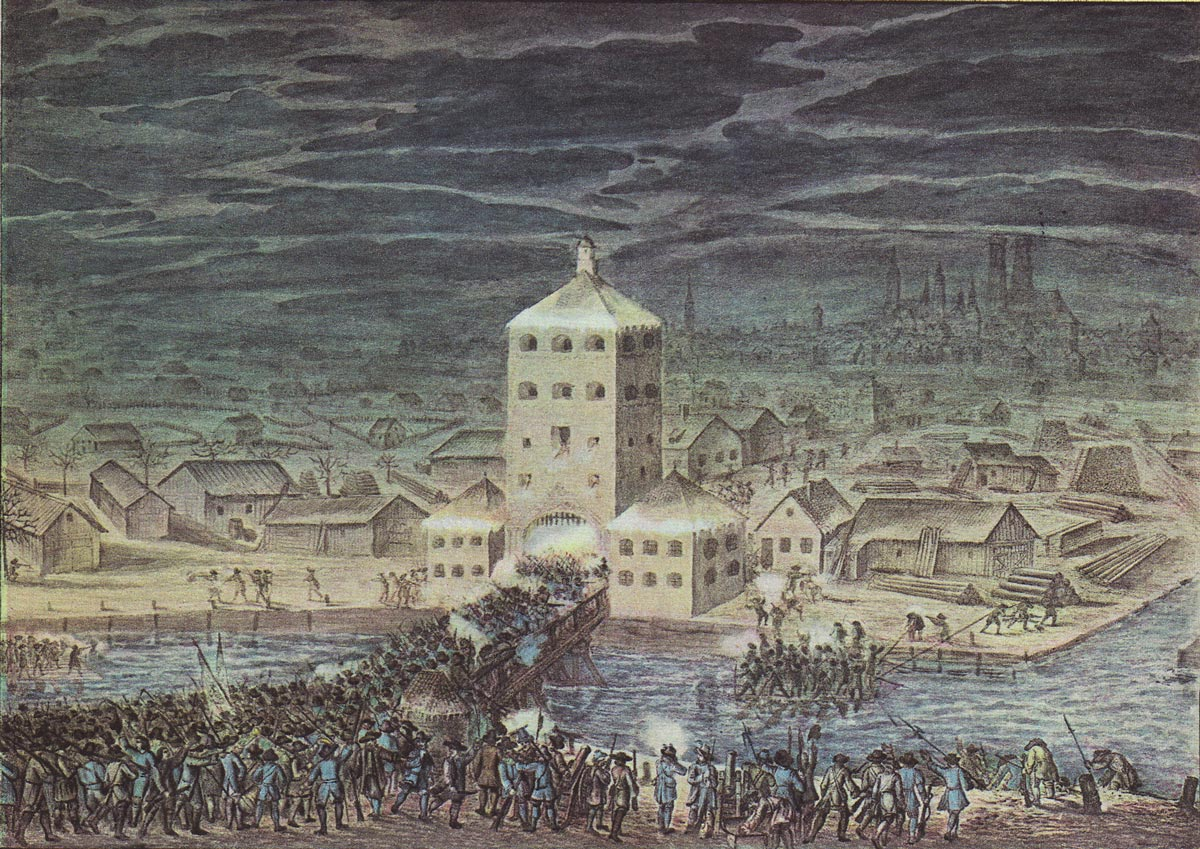
Erstürmung des Roten Turms 1705

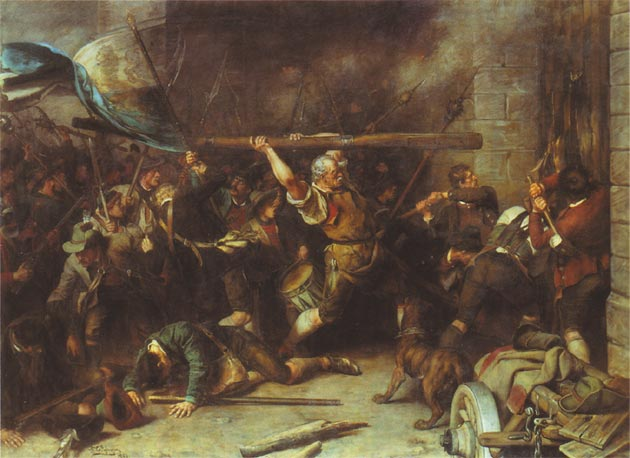
Erstürmung des Roten Turmes zu München durch den Schmied von Kochel am Weihnachtsmorgen 1705; Gemälde von Franz von Defregger (1881)

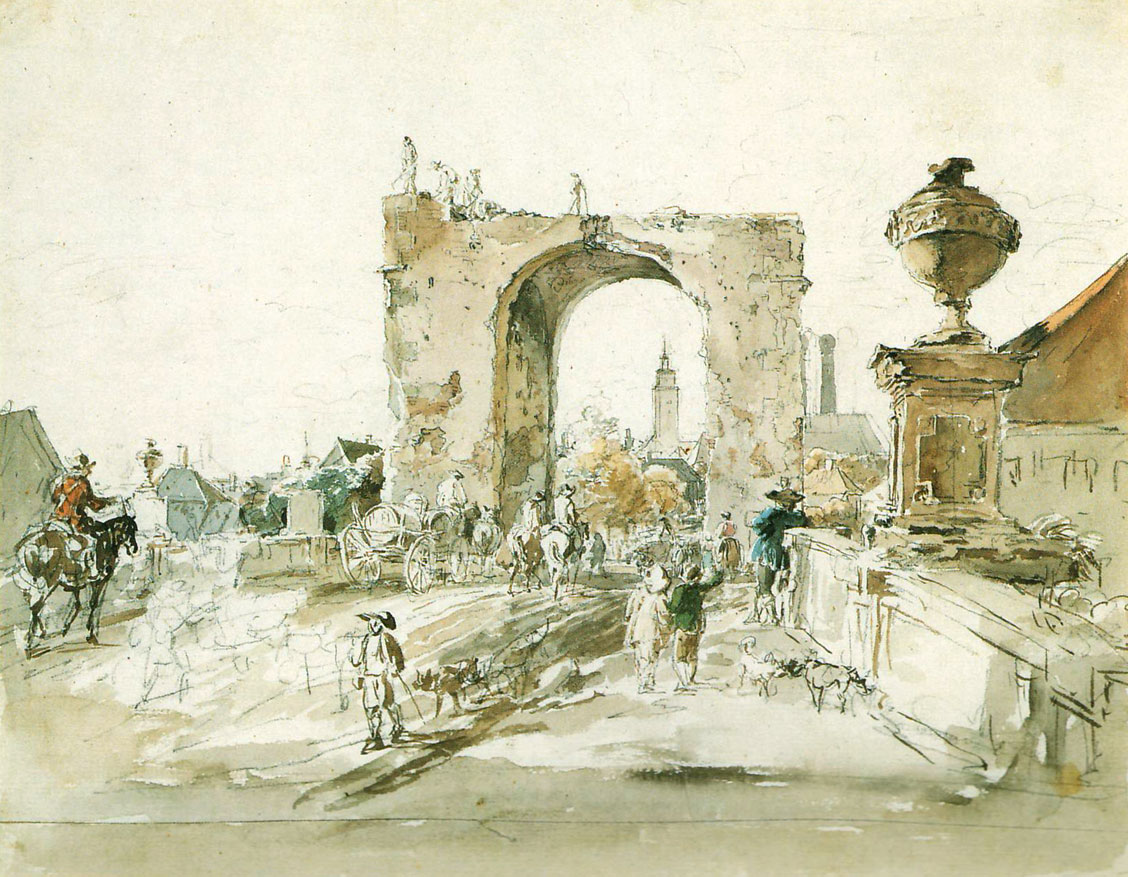
Abbruch des Roten Turms 1804

Der Rote Turm war ein Vorwerk des Münchner Isartors am Westufer der Isar.

## Lage
Der Rote Turm stand östlich der Altstadt am westlichen Brückenkopf der Isarbrücke, also ungefähr dort, wo heute die Ludwigsbrücke in die Zweibrückenstraße übergeht.

## Geschichte
Auf der ältesten Stadtansicht Münchens in der Schedelschen Weltchronik von 1493 ist an der Stelle des späteren Turms bereits ein kleines Torhäuschen dargestellt, das in einer Kammerrechnung von 1421 als „torhäusl auf der Yserpruck“ genannt ist.
1517 bis 1519 wurde der Turm errichtet, 1518 wurde er als „Neuer Turm bei der Isarbrücke“ bezeichnet, später auch einfach nur als Turm bei der Isarbrücke. 1643 wird er als Ländshüterturm genannt, da in ihm der Hüter der Unteren Lände wohnte.
Während des in der Sendlinger Mordweihnacht gipfelnden Oberländer Bauernaufstandes von 1705 konnte der Rote Turm von Aufständischen unter der Führung von Johann Georg Aberle fast kampflos erobert werden.
In der Literatur über diesen Aufstand wird der Turm von den Historikern meist als „Roter Turm“ bezeichnet. Wann diese Bezeichnung aufkam und worauf sie beruht ist jedoch nicht klar. So wird der Turm in der zweiten Hälfte des 18. Jahrhunderts auf einem Kupferstich als unverputzter Backsteinbau dargestellt, während er in einem Gemälde von Joseph Stephan (1709–1786) eine rote Bemalung hat. Beides könnte als Grundlage für die Namensgebung gedient haben.
Bei Artillerieduellen im Osten der Stadt zwischen Österreichern und Franzosen wurde der Turm 1796 beschossen und so stark zerstört, dass er in der Folge abgebrochen werden musste.
Der Rote Turm war Namensgeber des Roter-Turm-Platzes in Sendling.